# 't Beste van 2 werelden
 't Beste van 2 werelden is een dubbel-album van Rowwen Hèze. Het werd op 19 mei 1999 uitgebracht door HKM/CNR. Het album kwam op 29 mei binnen in de Album Top 100 en bleef 27 weken in die hitlijst staan. De hoogste notering die het album behaalde, was de 7de plaats. Het album werd zowel met een gouden als een platina plaat bekroond.
Op de eerste cd van het dubbelalbum is een selectie te horen van het oeuvre, inclusief het niet eerder uitgebrachte nummer Auto, vliegtuug. De tweede cd bevat een live-registratie van de succesvolle theatertournee Van America helemaal naar Amerika.
De verpakking van 't Beste van 2 werelden bevat, naast cd's en het gebruikelijke informatieboekje, een serie ansichtkaarten waarmee men lid kan worden van de fanclub. Mede hierdoor groeide in 1999 het ledenaantal van de Rowwen Hèze-fanclub fors.

## Nummers
| Nr. | Titel                          | Schrijver(s)                                                   | Duur |
| --- | ------------------------------ | -------------------------------------------------------------- | ---- |
| 1.  | Rowwen Hèze                    | Jack Poels                                                     | 3:40 |
| 2.  | Bestel mar (Anselma)           | Cesar Suedan, Jack Poels                                       | 3:08 |
| 3.  | 't Roeie klied (Koa Hiatamädl) | Hubert Sullivan, Wolfgang Staribacher, Jack Poels              | 3:37 |
| 4.  | En dan is 't mar dom           | Theo Joosten, Jack Poels                                       | 3:22 |
| 5.  | De neus umhoeg                 | Jack Poels                                                     | 4:51 |
| 6.  | Kroenenberg                    | Don Santiago, Santiago Jiménez, Tren van Enckevort, Jack Poels | 2:25 |
| 7.  | Klompendans                    | Jack Poels                                                     | 2:59 |
| 8.  | Lucht                          | Jack Poels                                                     | 2:25 |
| 9.  | The moon is mine               | Jack Poels                                                     | 3:40 |
| 10. | Henk is enne lollige vent      | Steve Earle, Jack Poels                                        | 2:32 |
| 11. | Heilige Anthonius              | Jack Poels                                                     | 4:05 |
| 12. | She stole my accordeon         | Robert Fuller, Jack Poels                                      | 3:13 |
| 13. | Zondag in 't zuiden            | Jack Poels                                                     | 4:31 |
| 14. | Limburg                        | Jack Poels                                                     | 3:45 |
| 15. | Auto, vliegtuug                | Jack Poels                                                     | 3:57 |

| Nr. | Titel                   | Schrijver(s)                              | Duur |
| --- | ----------------------- | ----------------------------------------- | ---- |
| 1.  | Auto, vliegtuug (Intro) | Jack Poels                                | 2:44 |
| 2.  | Nacht                   | Tren van Enckevort, Martin Rongen         | 3:47 |
| 3.  | Water                   | Jack Poels                                | 3:06 |
| 4.  | Liefde                  | Jack Poels                                | 3:37 |
| 5.  | Ik wer alt              | Jack Poels                                | 3:04 |
| 6.  | Goud                    | Jack Poels                                | 5:01 |
| 7.  | De Peel in brand        | Jack Poels                                | 3:13 |
| 8.  | De moan                 | Cesar Rosas, Santiago Jiménez, Jack Poels | 3:14 |
| 9.  | IJzeren Thijs           | Jack Poels                                | 3:00 |
| 10. | Dichter bij ow          | Jack Poels                                | 3:27 |
| 11. | Blieve loepe            | Jack Poels                                | 4:10 |
| 12. | Twieje wurd             | Jack Poels                                | 3:25 |
| 13. | De zwarte plak          | Jack Poels                                | 4:10 |
| 14. | Wakker were             | Jack Poels                                | 3:49 |
| 15. | Ien minuut              | Jack Poels                                | 4:52 |